# 西経153度線
西経153度線（せいけい153どせん）は、本初子午線面から西へ153度の角度を成す経線である。北極点から北極海、北アメリカ、太平洋、南極海、南極大陸を通過して南極点までを結ぶ。
西経153度線は、東経27度線と共に大円を形成する。

## 通過する地域一覧
西経153度線は、北極点から南極点まで南に向かって以下の場所を通っている。
| 地理座標                                               | 国土・領土・領海         | 備考 |
| ------------------------------------------------------ | ------------------------ | --- |
| 北緯90度0分 西経153度0分 / 北緯90.000度 西経153.000度  | 北極海                   | |
| 北緯71度54分 西経153度0分 / 北緯71.900度 西経153.000度 | ボーフォート海           | |
| 北緯70度54分 西経153度0分 / 北緯70.900度 西経153.000度 | アメリカ合衆国           | アラスカ州 |
| 北緯59度48分 西経153度0分 / 北緯59.800度 西経153.000度 | クック湾                 | |
| 北緯58度45分 西経153度0分 / 北緯58.750度 西経153.000度 | シェリコフ海峡（英語版） | ダグラス岬（英語版）（ アメリカ合衆国アラスカ州、北緯58度51分 西経143度14分 / 北緯58.850度 西経143.233度）の東を通過 |
| 北緯58度18分 西経153度0分 / 北緯58.300度 西経153.000度 | アメリカ合衆国           | アラスカ州 — アフォニャック島（英語版）、ラズベリー島（英語版）、コディアック島、シットカリダック島（英語版）        |
| 北緯57度7分 西経153度0分 / 北緯57.117度 西経153.000度  | 太平洋                   | リマタラ島（ フランス領ポリネシア、南緯22度38分 西経152度52分 / 南緯22.633度 西経152.867度）の西を通過               |
| 南緯60度0分 西経153度0分 / 南緯60.000度 西経153.000度  | 南極海                   | |
| 南緯77度15分 西経153度0分 / 南緯77.250度 西経153.000度 | 南極大陸                 | ロス海属領 - ニュージーランドが領有権主張                                                                            |